# Hallo to ja
Hallo to ja – szósty album zespołu Sexbomba wydany w 1999 przez wytwórnię Sonic.

## Lista utworów
1. „Hallo to ja” – 3:09
2. „Piosenka o sklonowaniu Johna Lennona” – 1:49
3. „Plastik i skaj” – 1:57
4. „Kiedy mówimy do widzenia” – 3:07
5. „Mistrz i Małgorzata” – 2:36
6. „Rezygnuję (Oddalam się)” – 2:22
7. „100 warzyszenie dwóch” – 2:39
8. „Latający Zuzek” – 1:32
9. „2001” – 2:49
10. „Maj (Wiesz jak to jest)” – 1:36
11. „Postaraj się” – 2:43
12. „Puste koperty” – 1:14
13. „Johnny R. bożyszcze kobiet” – 2:05
14. „Pojedźmy na Hel” – 1:59

## Skład
- Robert Szymański – wokal
- Artur Foremski – gitara, wokal
- Piotr Welcel – gitara basowa, wokal
- Dariusz Piskorz – perkusja, wokal

Realizacja:
- Włodzimierz Kowalczyk – realizator dźwięku
- Krzysztof Walczak – projekt graficzny